# ACS Gauss Bacău
Gauss Bacău este un club de fotbal din orașul Bacău, România. Ca atare, clubul a apărut în 2017, fiind rezultat din reorganizarea echipei Sport Club Bacău, înființată în 2006 ca Mesagerul Bacău și preluată de către consiliul local Bacău în iulie 2010. Numele clubului face referire la structura altui club pe care s-a bazat formarea echipei în 2017, Gauss Răcăciuni, a cărui echipă de seniori dispăruse după ce câștigase campionatul județean Bacău în 2016.

## Istoric
AS Mesagerul Bacău a pornit din inițiativa unui grup de colegi și prieteni iubitori ai fotbalului. 
Un grup de prieteni, ce jucau prin săli de fotbal și terenuri sintetice, au decis să joace un fotbal organizat. Activitatea sportivă a început în sezonul competițional 2006/2007 în cadrul Ligii a V-a organizată de Asociația Județeană de fotbal Bacău, sezon în care echipa a făcut față cu brio exigențelor sportive la acel nivel. Mesagerul Bacău, prin rezultatele obținute, a reușit să se claseze pe locul 3, participând la barajul de promovare pentru Liga a IV-a de fotbal a județului Bacău.
Datorită lipsei de experiență și a tinereții unora dintre componenții lotului de jucători, rezultatele obținute nu au permis promovarea în eșalonul superior. În ediția 2007/2008 a Ligii a V-a, echipa s-a clasat pe locul 1 după un parcurs excelent, îndeplinindu-și astfel obiectivul propus de promovare în Liga a IV-a Bacău. În urma promovării în Liga a IV-a Bacău, Mesagerul Bacău a reușit încă din primul an să câștige această ligă cu o linie de clasament excelentă.
Barajul pentru promovarea în Liga a III-a a fost pierdut la 11 metri în fața echipei FC Dumitrești cu scorul de 5-3.
În ediția 2009/2010, echipa s-a clasat pe locul 1 în Liga a IV-a și a promovat după baraje. În iulie 2010, după promovare, echipa a schimbat numele în Sport Club Bacău.
În sezonul 2012/2013 al Ligii a III-a, Sport Club a terminat pe locul întâi, reușind promovarea în Liga a II-a.
În sezonul 2016/2017 al Ligii a III-a, echipa a fost penalizată cu 60 de puncte pentru datorii neachitate și a retrogradat de pe ultimul loc, cu punctaj negativ. Reorganizată în Liga a IV-a sub numele de Gauss (numele unei foste echipe din Răcăciuni, desființată cu un an în urmă), echipa a reușit să obțină promovarea în primul an.

## Palmares
Liga a III-a
- Câștigătoare (1): 2012–13

Liga a IV-a
- Câștigătoare (2): 2009–2010, 2017–2018

Liga a V-a
- Câștigătoare (1): 2007/2008

## Organizare

### Jucători
La 5 martie 2016.
| Nr. |         | Poziție | Jucător            |
| --- | ------- | ------- | ------------------ |
| 1   | România | P       | Sabin Țintea       |
| 3   | România | F       | Andrei Burcă       |
| 5   | Italia  | F       | Alessandro Masella |
| 6   | România | F       | Alexandru Belecciu |
| 7   | România | A       | Cătălin Vraciu     |
| 9   | România | A       | Robert Grumezescu  |
| 10  | România | M       | Lucian Dumitriu    |
| 11  | România | M       | Silviu Vlad        |
| 14  | România | M       | Alexandru Sahru    |
| 15  | România | A       | Cosmin Nemțanu     |
| 16  | România | M       | George Taban       |
| 17  | România | F       | Constantin Drugă   |

| Nr. |         | Poziție | Jucător                |
| --- | ------- | ------- | ---------------------- |
| 18  | România | M       | Alexandru Corban       |
| 19  | România | A       | Teodor Ignea           |
| 20  | România | F       | Răzvan Adăscăliței     |
| 21  | România | F       | Ionuț Ursu             |
| 23  | România | F       | Alexandru Giurgiu      |
| 25  | România | M       | Adrian Gheorghiu       |
| 30  | România | F       | Ionuț Mihălăchioaie    |
| 82  | România | P       | Bogdan Miron (căpitan) |
| 94  | România | M       | Alexandru Țuțu         |
| 95  | România | P       | Andrei Ureche          |
| —   | România | F       | Marian Ciută           |
| —   | România | M       | Dragoș Dima            |

### Staff tehnic
- Antrenor principal:  Cristian Popovici
- Antrenor secund:  Sorin Condurache
- Antrenor secund:  Tudorel Pelin
- Antrenor cu portarii:  Viorel Vasile Ignatescu

## Jucători importanți
| - Neculai Alexa - Gheorghe Andrieș - Haralambie Antohi - Costel Arteni - Doru Arvinte - Lorin Avădanei - Sorin Avram - Vasile Borcea - Gheorghe Burleanu - Vasile Carpuci - Giani Căpușă - Costel Câmpeanu - Marian Ciudin - Narcis Coman | - Sorin Condurache - Mircea Constantinescu - Emeric Dembrovschi - Cornel Fișic - Gabriel Fulga - Radu George - Petre Grigoraș - Gabriel Hodină - Silviu Iorgulescu - Vasile Jercălău - Sorin Lunca - Ionel Dinu - Lică Movilă - Gheorghe Munteanu | - Cătălin Obrișcă - Ion Pachițeanu - Gheorghe Penoff - Gheorghe Popa - Florin Sandu - Daniel Scânteie - Costel Solomon - Vasile Șoiman - Ion Tismănaru - Emil Ursu - Vasile Vamanu - Florin Verigeanu - Gheorghe Viscreanu |

## Antrenori importanți
- Gheorghe Constantin
- Traian Ionescu
- Angelo Niculescu
- Nicolae Dumitru Nicușor